# 若狭高浜港島堤灯台
若狭高浜港島堤灯台（わかさたかはまこうしまていとうだい）は、福井県大飯郡高浜町の高浜港入口に立つ白亜コンクリート造の小型灯台。

## 歴史
- 1965年（昭和40年）10月23日 初点灯
- 1981年（昭和56年）11月4日 LA型灯器をLC管制器Ⅰ型に換装
- 1996年（平成8年）9月24日 機器入替
- 2008年（平成20年）8月22日 LED灯器に変更、合わせて電源を太陽電池化[1]

## 交通
- 若狭高浜駅

## 周辺情報
- 高浜城山灯台